# Bandrugmiervogel
De bandrugmiervogel (Dichrozona cincta) is een zangvogel uit de familie Thamnophilidae (miervogels).

## Verspreiding en leefgebied
Deze soort komt voor in het westelijk Amazonegebied en telt drie ondersoorten:
- D. c. cincta: oostelijk Colombia, zuidelijk Venezuela en noordwestelijk Brazilië.
- D. c. stellata: oostelijk Ecuador, oostelijk Peru en westelijk Brazilië.
- D. c. zononota: westelijk-centraal Brazilië en noordelijk Bolivia.

## Status
De grootte van de populatie is niet gekwantificeerd maar de soort wordt omschreven als schaars. Op de Rode lijst van de IUCN heeft deze soort de status niet bedreigd.